# Vargöns kyrka
Vargöns kyrka är en kyrkobyggnad i Vargön i Vänersborgs kommun. Den tillhör Västra Tunhems församling i Skara stift.

## Historia
Bolaget Wargöns AB  byggde redan 1917 om en samlingssal till ett brukskapell. Det tjänade som gudstjänstlokal fram till 1979. 

## Kyrkobyggnaden
Kyrkan har putsade fasader och uppfördes 1978-1979 efter ritningar av Karl Erik Ydeskog. Byggnadens stomme är av betong och tegel. Kyrkan har en sexkantig plan och ett originellt brant tak. Entrén ligger på ena långsidan och altaret i ek är fristående. Fönstren är stora och medger utsikt mot den omgivande naturen. Interiören domineras av svängda limträbalkar som bär upp taket och inredningen i ofärgat trä. 

## Inventarier
- Från det tidigare kapellet har Olle Hjortzbergs altartavla från 1917 i etsad plåt föreställande Jesus på korset och dopfunten i ek överförts.
- Ovanför altaret hänger ett smideskors med glasprismor.
- De två fönstren i färgat glas i koret är utförda av Folke Heybroek och har motiven Livets flod och Kristus på berget.
- i västra korväggen finns ett runt fönster med kristusmongram som utformats av Ydeskog.

### Orgel
På golvet i norr står en mekanisk orgel med ljudande fasad. Den är tillverkad 1983 av Smedmans Orgelbyggeri och har femton stämmor fördelade på två manualer och pedal.

## Klockstapel
Klockstapeln är uppförd samtidigt med kyrkan och ritad av Ydeskog. Klockan kommer från det gamla brukskapellet.